# Kinect

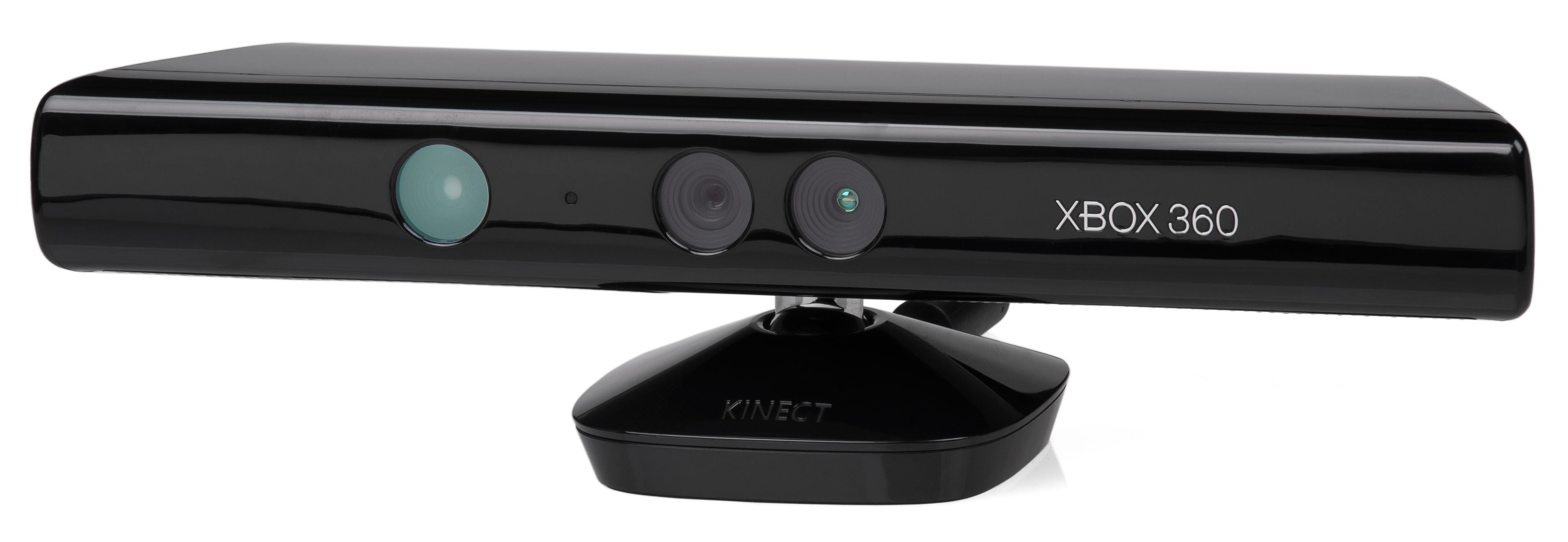
Kinect

Kinect (tidigare känt som Project Natal) är en spelkontroll till Xbox 360 och Xbox One producerad av Microsoft. Kontrollen består av en kamera samt en mikrofon som avläser den närmaste omgivningen och ger spelaren möjligheten att styra spelet genom att röra på kroppen eller genom tal kommunicera med spelet. Kinect släpptes i Nordamerika 4 november 2010 och i Europa 10 november 2010. Kinect säljs tillsammans med spelet Kinect Adventures i Sverige. I februari 2013 hade Microsoft sålt över 24 miljoner enheter. Microsoft valde i oktober 2017 att avsluta försäljningen av spelkontrollen och därmed stoppa tillverkningen. Detta på grund av låg spelproduktion till kontrollen. Efterfrågan sjönk gradvis efter lanseringen av kontrollen så Microsoft gjorde tidigt ett försök att återuppliva Kinect genom att sälja Xbox One ihop med den nya kameran. Detta möttes av stora protester vilket fick Microsoft att inse hur låg köplusten var. Sedan debuten har det sålts åtminstone 35 miljoner exemplar jorden runt.

## Alternativa användningsområden
Kinect-kameran ansluts med en vanlig USB-kontakt och kan även anslutas till en dator, något som inte stöds av Microsoft. Med hjälp av drivrutiner från tredje part blir det möjligt att använda kameran på andra enheter och syften. Inofficiella drivrutiner finns bl.a. från leverantören till avståndsmätaren som är inbyggd i Kinect enheten.

## Xbox 360-funktioner
- Kinect kan användas till att styra menyer i Xbox 360, med röst eller rörelser
- Ersättning av fjärrkontroll vid film-tittande
- Videokonferens via Xbox Live
- Styra vissa spel